# Adžine Livade
Adžine Livade (en serbe cyrillique : Аџине Ливаде) est un village de Serbie situé dans la municipalité de Stanovo (Kragujevac), district de Šumadija. Au recensement de 2011, il comptait 51 habitants.

## Démographie
| 1948 | 1953 | 1961 | 1971 | 1981 | 1991 | 2002 | 2011 |
| ---- | ---- | ---- | ---- | ---- | ---- | ---- | ---- |
| 458  | 422  | 327  | 191  | 124  | 100  | 73   | 51   |

|  |